# Таптанайське сільське поселення
Таптана́йське сільське поселення (рос. Таптанайское сельское поселение) — сільське поселення у складі Дульдургинського району Забайкальського краю Росії.
Адміністративний центр — село Таптанай.

## Історія
2014 року було утворено село Верхній Таптанай шляхом виділення частин із села Таптанай.

## Населення
Населення сільського поселення становить 734 особи (2019; 803 у 2010, 848 у 2002).

## Склад
До складу сільського поселення входять:
| Населений пункт        | Населення, осіб (2002) | Населення, осіб (2010) |
| ---------------------- | ---------------------- | ---------------------- |
| Бурал, хутір           | 8                      | 9                      |
| Верхній Таптанай, село | -                      | -                      |
| Таптанай, село         | 840                    | 794                    |